# Jiří Karas
Jiří Karas (ur. 30 lipca 1942 w Brnie) – czeski polityk i dyplomata.

## Życiorys
Ukończył ekonomię w rodzinnym mieście oraz prawo na Uniwersytecie Karola w Pradze. W 1968 roku wstąpił do Czechosłowackiej Partii Ludowej. Od 1990 do 2006 był członkiem Izby Poselskiej z okręgu Třebíč. W 2003 był pomysłodawcą projektu ustawy przywracającej zakaz przerywania ciąży. W 2006 kandydował na szefa KDU-ČSL uzyskując 11 spośród 330 możliwych głosów. W 2007 został konsulem generalnym na Białorusi i zarazem kierownikiem placówki dyplomatycznej.